# خانه چوبی الواری

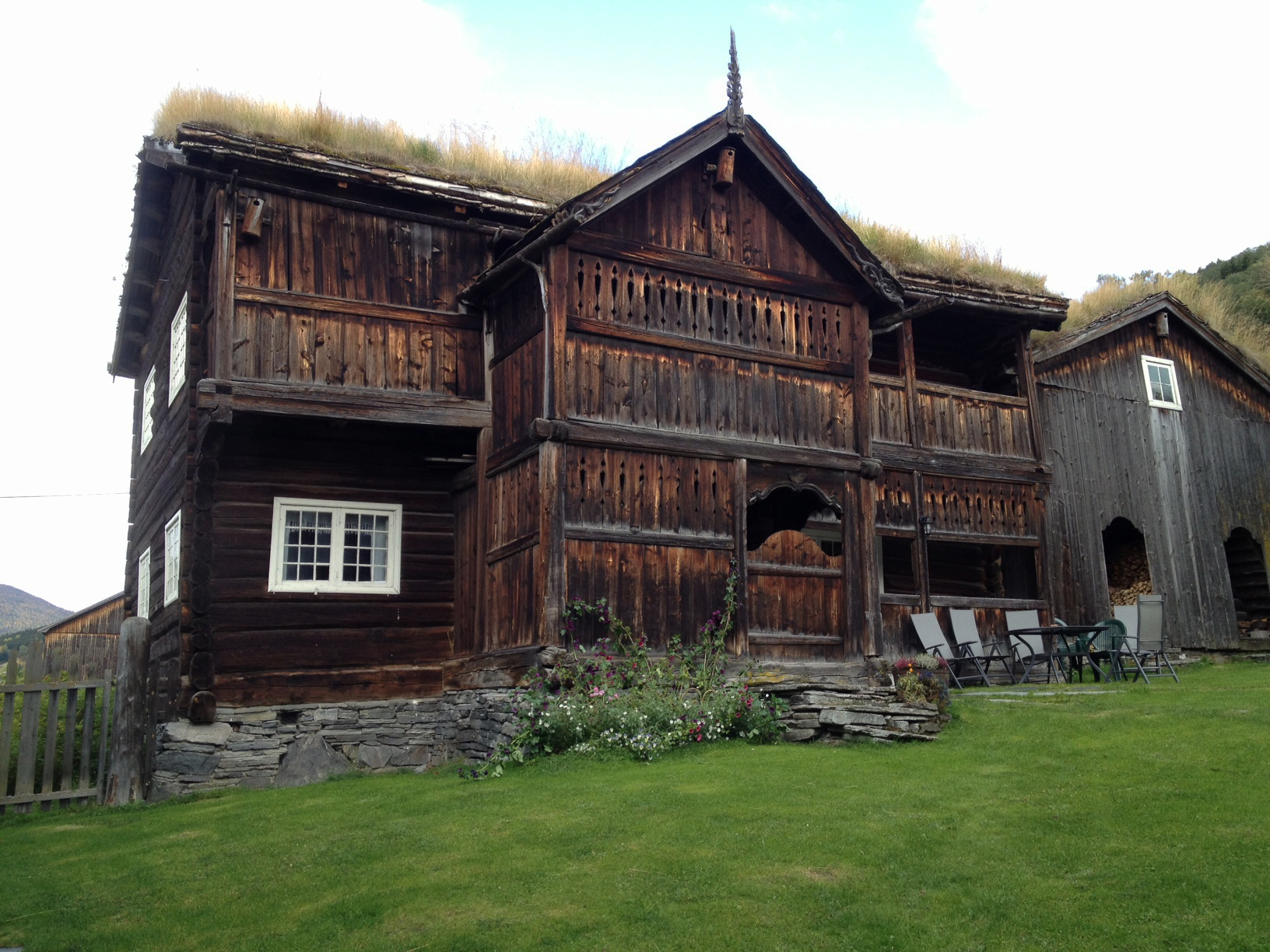
یک خانه چوبی الواری سده هفدهم در هیدال نروژ.

خانه چوبی الواری سازه‌ای است که با الوارهای افقی چوب که در گوشه‌ها با بریدگی در هم قفل شده‌اند، ساخته می‌شود. الوارها و کُنده‌ها ممکن است گرد، مربع یا تراشیده شده به اشکال دیگر، دست‌ساز یا خُردشده باشند.
به نوع کوچک‌تر از این خانه‌ها کلبه چوبی می‌گویند که روستایی‌تر است و گاه به صورت یک کلبه شکار در جنگل.
خانه‌های چوبی الواری در مناطق وسیعی از سوئد، فنلاند، نروژ، کشورهای بالتیک و روسیه رواج دارد، جایی که درختان مخروطی راست و بلند مانند کاج و صنوبر به راحتی در دسترس هستند. این نوع خانه‌سازی همچنین به‌طور گسترده‌ای برای ساختمان‌های بومی در شرق اروپای مرکزی، کوه‌های آلپ، بالکان و بخش‌هایی از آسیا که شرایط آب و هوایی مشابهی حاکم است، استفاده می‌شد. در مناطق گرم‌تر و غربی‌تر اروپا، که درختان برگ‌ریز غالب هستند، به جای آن، قاب‌بندی چوبی ترجیح داده شده است.